# Poule D de la Coupe du monde de rugby à XV 2015
La poule D de la Coupe du monde de rugby à XV 2015, qui se dispute en Angleterre et au Pays de Galles du 19 septembre au 11 octobre 2015, comprend cinq équipes dont les deux premières se qualifient pour les quarts de finale de la compétition. Conformément au tirage au sort effectué le 3 décembre 2012 à Londres, les équipes de France (chapeau 1), d'Irlande (chapeau 2), d'Italie (chapeau 3), du Canada (chapeau 4) et de Roumanie (chapeau 5) composent ce groupe D.
L'Irlande et la France, première et deuxième du groupe sont qualifiées pour les quarts de finale. L'Italie est éliminée mais qualifiée pour la Coupe du monde 2019.

## Classement
| Rang | Pays     | J | V | N | D | Em | Ee | Bo | Bd | Pm  | Pe  | Diff | Pts |
| ---- | -------- | - | - | - | - | -- | -- | -- | -- | --- | --- | ---- | --- |
| 1    | Irlande  | 4 | 4 | 0 | 0 | 16 | 2  | 2  | 0  | 134 | 35  | +99  | 18  |
| 2    | France   | 4 | 3 | 0 | 1 | 12 | 6  | 2  | 0  | 120 | 63  | +57  | 14  |
| 3    | Italie   | 4 | 2 | 0 | 2 | 7  | 8  | 1  | 1  | 74  | 88  | -14  | 10  |
| 4    | Roumanie | 4 | 1 | 0 | 3 | 7  | 17 | 0  | 0  | 60  | 129 | -69  | 4   |
| 5    | Canada   | 4 | 0 | 0 | 4 | 7  | 16 | 0  | 2  | 58  | 131 | -73  | 2   |

|  | Qualifiés pour les quarts de finale et pour la Coupe du monde 2019 (no 1, no 2). |
|  | Éliminé mais qualifié pour la Coupe du monde 2019 (no 3).                        |

Attribution des points : victoire : 4, match nul : 2, défaite : 0, forfait : -2 ; plus les bonus (offensif : 4 essais marqués ou plus ; défensif : défaite par 7 points d'écart ou moins).
Règles de classement : 1. résultat du match de poule entre les deux équipes ; 2. différence de points ; 3. différence d'essais ; 4. nombre de points marqués ; 5. nombre d'essais marqués ; 6. rang au classement IRB en date du 3 octobre 2011.

## Les matchs

### Irlande - Canada
(mt : 29 - 0)
Homme du match :  Jonathan Sexton
Points marqués :
- Irlande : 7 essais de O'Brien (18e), Henderson (25e), Sexton (28e), David Kearney (35e), Cronin (66e), Rob Kearney (73e) et Payne (76e) ; 6 transformations de Sexton (19e, 26e, 37e) et Madigan (67e, 74e, 77e) ; 1 pénalité de Sexton (14e)
- Canada : 1 essai de van der Merwe (68e) ; 1 transformation de Hirayama (69e)

Évolution du score : 3-0, 10-0, 17-0, 22-0, 29-0, 36-0, 36-7, 43-7, 50-7
Arbitre :  Glen Jackson
Touche :  Pascal Gaüzère et  Mike Fraser

Vidéo :  Ben Skeen
| Irlande · Titulaires · 15 Rob Kearney 73e 79e · 14 David Kearney 35e · 13 Jared Payne 76e · 12 Luke Fitzgerald · 11 Keith Earls · 10 Jonathan Sexton 28e 56e · 9 Conor Murray 66e · 8 Jamie Heaslip · 7 Sean O'Brien 18e 63e · 6 Peter O'Mahony · 5 Paul O'Connell (cap.) 42e à 52e 74e · 4 Iain Henderson 25e · 3 Mike Ross 61e · 2 Rory Best 61e · 1 Jack McGrath 61e · Remplaçants · 16 Sean Cronin 61e 66e · 17 Cian Healy 61e · 18 Nathan White 61e · 19 Donnacha Ryan 74e · 20 Chris Henry 63e · 21 Eoin Reddan 66e · 22 Ian Madigan 56e · 23 Simon Zebo 79e · Entraîneur · Joe Schmidt |  | Canada · Titulaires · 41e Matt Evans 15 · 41e Jeff Hassler 14 · Ciaran Hearn 13 · Nick Blevins 12 · 68e DTH van der Merwe 11 · Nathan Hirayama 10 · 48e Gordon McRorie 9 · Aaron Carpenter 8 · John Moonlight 7 · 48e Kyle Gilmour 6 · 17e à 27e (cap.) Jamie Cudmore 5 · Brett Beukeboom 4 · 66e Doug Wooldridge 3 · 63e Ray Barkwill 2 · 48e Hubert Buydens 1 · Remplaçants · 63e Benoît Piffero 16 · 48e Djustice Sears-Duru 17 · 66e Andrew Tiedemann 18 · 48e Jebb Sinclair 19 · 75e Richard Thorpe 20 · 48e Phil Mack 21 · 41e 75e Liam Underwood 22 · 41e Conor Trainor 23 · Entraîneur · Kieran Crowley |

### France - Italie
(mt : 15 - 3)
Homme du match :  Louis Picamoles
Points marqués :
- France : 2 essais de Slimani (44e) et Mas (69e) ; 2 transformations de Michalak (45e, 70e) ; 6 pénalités de Michalak (7e, 11e, 28e, 39e, 42e) et Spedding (38e)

- Italie : 1 essai de Venditti (52e) ; 1 transformation de Allan (53e) ; 1 pénalité de Allan (34e)

Évolution du score : 3-0, 6-0, 9-0, 9-3, 12-3, 15-3, 18-3, 25-3, 25-10, 32-10 
Arbitre :  Craig Joubert
Touche :  John Lacey et  Stuart Berry

Vidéo :  Shaun Veldsman
Résumé
| France · Titulaires · 15 Scott Spedding · 14 Yoann Huget 55e · 13 Alexandre Dumoulin · 12 Mathieu Bastareaud · 11 Noa Nakaitaci · 10 Frédéric Michalak 76e · 9 Sébastien Tillous-Borde 57e · 8 Louis Picamoles 66e · 7 Thierry Dusautoir (cap.) · 6 Damien Chouly · 5 Pascal Papé · 4 Yoann Maestri 69e · 3 Rabah Slimani 44e 63e · 2 Guilhem Guirado 61e 66e 74e · 1 Eddy Ben Arous 61e · Remplaçants · 16 Benjamin Kayser 61e 66e 74e · 17 Vincent Debaty 61e · 18 Nicolas Mas 63e 69e · 19 Bernard Le Roux 66e · 20 Alexandre Flanquart 69e · 21 Morgan Parra 57e · 22 Rémi Tales 76e · 23 Gaël Fickou 55e · Entraîneur · Philippe Saint-André |  | Italie · Titulaires · Luke McLean 15 52e Giovanbattista Venditti 14 · Michele Campagnaro 13 · 11e Andrea Masi 12 · Leonardo Sarto 11 · 79e Tommaso Allan 10 · 71e Edoardo Gori 9 · Samuela Vunisa 8 · 61e Francesco Minto 7 · Alessandro Zanni 6 · Quintin Geldenhuys 5 · 71e Joshua Furno 4 · 50e Martin Castrogiovanni 3 · 63e Leonardo Ghiraldini 2 · 50e Matias Aguero 1 · Remplaçants · 63e Andrea Manici 16 · 50e Michele Rizzo 17 · 50e Lorenzo Cittadini 18 · 71e Valerio Bernabo 19 · 61e Simone Favaro 20 · 71e Guglielmo Palazzani 21 · 79e Carlo Canna 22 · 11e Enrico Bacchin 23 · Entraîneur · Jacques Brunel |

### France - Roumanie
(mt : 17 - 6)
Homme du match :  Wesley Fofana
Points marqués :
- France : 5 essais de Guitoune (31e, 66e), Nyanga (34e), Fofana (69e) et Fickou (79e) ; 5 transformations de Parra (32e, 35e, 67e) et Kockott (70e, 80e) ; 1 pénalité de Parra (8e)

- Roumanie : 1 essai de Ursache (74e) ; 2 pénalités de Vlaicu (20e, 39e)

Évolution du score : 3-0, 3-3, 10-3, 17-3, 17-6, 24-6, 31-6, 31-11, 38-11
Arbitre :  Jaco Peyper
Touche :  Craig Joubert et  Federico Anselmi

Vidéo :  George Ayoub
Résumé
| France · Titulaires · 15 Brice Dulin · 14 Sofiane Guitoune 31e 66e · 13 Gaël Fickou 79e · 12 Wesley Fofana 69e · 11 Noa Nakaitaci · 10 Rémi Talès · 9 Morgan Parra 68e · 8 Louis Picamoles 50e · 7 Fulgence Ouedraogo · 6 Yannick Nyanga 34e · 5 Alexandre Flanquart · 4 Bernard Le Roux · 3 Uini Atonio 50e · 2 Dimitri Szarzewski (cap.) 23e 32e 50e · 1 Vincent Debaty 68e · Remplaçants · 16 Benjamin Kayser 23e 32e 50e · 17 Eddy Ben Arous 68e · 18 Nicolas Mas 50e · 19 Yoann Maestri · 20 Damien Chouly 50e · 21 Rory Kockott 68e · 22 Frédéric Michalak · 23 Mathieu Bastareaud · Entraîneur · Philippe Saint-André |  | Roumanie · Titulaires · Cătălin Fercu 15 · Mǎdǎlin Lemnaru 14 · Paula Kinikinilau 13 · Florin Vlaicu 12 · 72e Adrian Apostol 11 · 47e Dănuț Dumbravă 10 · 73e Florin Surugiu 9 · (cap.) Mihai Macovei 8 · 72e Viorel Lucaci 7 · 36e 40e 74eValentin Ursache 6 · Johannes van Heerden 5 · 68e Valentin Poparlan 4 · 30e à 40e 73e Paulică Ion 3 · 59e Otar Turashvili 2 · 71e Mihăiță Lazăr 1 · Remplaçants · 59e Andrei Rǎdoi 16 · 71e Andrei Ursache 17 · 36e 40e 73e Horatiu Pungea 18 · 68e Ovidiu Tonita 19 · 72e Stelian Burcea 20 · 73e Valentin Calafeteanu 21 · 72e Ionuț Botezatu 22 · 47e Minya Csaba Gál 22 · Entraîneur · Lynn Howells |

### Italie - Canada
(mt : 13 - 10)
Homme du match :  DTH van der Merwe
Points marqués :
- Italie : 2 essais de Rizzo (17e) et García (58e) ; 2 transformations de Allan (18e, 59e) ; 3 pénalités de Allan (25e, 40e, 80e)
- Canada : 2 essais de van der Merwe (15e) et Evans (44e) ; 1 transformation de Hirayama (16e) ; 2 pénalités de Hirayama (14e, 72e)

Évolution du score : 0-3, 0-10, 7-10, 10-10, 13-10, 13-15, 20-15, 20-18, 23-18
Arbitre :  George Clancy
Touche :  Glen Jackson et  Mike Fraser

Vidéo :  George Ayoub
Résumé
| Italie · Titulaires · 15 Luke McLean · 14 Leonardo Sarto · 13 Tommaso Benvenuti 59e · 12 Gonzalo García 58e 73e · 11 Giovanbattista Venditti · 10 Tommaso Allan 32e 40e · 9 Edoardo Gori · 8 Samuela Vunisa 58e · 7 Francesco Minto · 6 Alessandro Zanni · 5 Joshua Furno · 4 Quintin Geldenhuys 79e · 3 Lorenzo Cittadini 47e · 2 Leonardo Ghiraldini (cap.) 59e · 1 Michele Rizzo 17e 47e · Remplaçants · 16 Davide Giazzon 59e · 17 Matías Agüero 47e · 18 Martín Castrogiovanni 47e · 19 Marco Fuser 79e · 20 Mauro Bergamasco 58e · 21 Guglielmo Palazzani 73e · 22 Carlo Canna 32e 40e · 23 Michele Campagnaro 59e · Entraîneur · Jacques Brunel |  | Canada · Titulaires · 44e Matt Evans 15 · Phil MacKenzie 14 · Ciaran Hearn 13 · 14e Connor Braid 12 · 15e DTH van der Merwe 11 · 73e Nathan Hirayama 10 · 56e Jamie MacKenzie 9 · (cap.) Tyler Ardron 8 · John Moonlight 7 · 59e Nanyak Dala 6 · 72e Jamie Cudmore 5 · Jebb Sinclair 4 · 65e Doug Wooldrigde 3 · 58e Ray Barkwill 2 · 56e Hubert Buydens 1 · Remplaçants · 58e Aaron Carpenter 16 · 56e Djustice Sears-Duru 17 · 65e Andrew Tiedemann 18 · 72e Evan Olmstead 19 · 59e Kyle Gilmour 20 · 56e Phil Mack 21 · 14e Conor Trainor 22 · 73e Harry Jones 23 · Entraîneur · Kieran Crowley |

### Irlande - Roumanie
(mt : 18 - 3)
Homme du match :  Keith Earls
Points marqués :
- Irlande : 6 essais de Bowe (19e, 62e), Earls (29e, 44e), Kearney (65e) et Henry (74e) ; 4 transformations de Madigan (21e, 45e, 63e, 75e) ; 2 pénalités de Madigan (8e, 18e)
- Roumanie : 1 essai de Tonita (78e) ; 1 transformation de Vlaicu (79e) ; 1 pénalité de Calafeteanu (11e)

Évolution du score : 3-0, 3-3, 6-3, 13-3, 18-3, 25-3, 32-3, 37-3, 44-3, 44-10
Arbitre :  Craig Joubert
Touche :  Romain Poite et  Leighton Hodges

Vidéo :  Shaun Veldsman
Résumé
| Irlande · Titulaires · 15 Simon Zebo · 14 Tommy Bowe 19e 62e · 13 Jared Payne 58e · 12 Darren Cave · 11 Keith Earls 29e 44e 49e 56e 64e · 10 Ian Madigan · 9 Eoin Reddan · 8 Jamie Heaslip (cap.) 60e · 7 Chris Henry 74e · 6 Jordi Murphy · 5 Devin Toner · 4 Donnacha Ryan 64e · 3 Nathan White 64e · 2 Richardt Strauss 60e · 1 Cian Healy 54e · Remplaçants · 16 Sean Cronin 60e · 17 Jack McGrath 54e · 18 Tadhg Furlong 64e · 19 Paul O'Connell 64e · 20 Sean O'Brien 60e · 21 Conor Murray 71e · 22 Paddy Jackson 58e · 23 Rob Kearney 49e 56e 64e 65e 71e · Entraîneur · Joe Schmidt |  | Roumanie · Titulaires · Cătălin Fercu 15 · 54e Adrian Apostol 14 · Paula Kinikinilau 13 · 61e à 71e Minya Csaba Gal 12 · Ionuț Botezatu 11 · 68e Michael Wiringi 10 · 68e Valentin Calafeteanu 9 · 68e Daniel Carpo 8 · 61e (cap.) Mihai Macovei 7 · Viorel Lucaci 6 · 78e Ovidiu Tonița 5 · Valentin Poparlan 4 · 54e Paulică Ion 3 · 56e Andrei Rădoi 2 · 68e Andrei Ursache 1 · Remplaçants · 56e Otar Turashvili 16 · 68e Mihăiță Lazăr 17 · 54e Alexandru Țăruș 18 · 61e Johannes van Heerden 19 · 68e Stelian Burcea 20 · 68e Florin Surugiu 21 · 54e Florin Ioniță 22 · 68e Florin Vlaicu 23 · Entraîneur · Lynn Howells |

### France - Canada
(mt : 24 - 12)
Homme du match :  Frédéric Michalak
Points marqués :
- France : 5 essais de Fofana (4e), Guirado (28e), Slimani (38e), Papé (67e) et Grosso (74e) ; 5 transformations de Michalak (5e, 30e, 39e, 67e) et Parra (76e) ; 2 pénalités de Michalak (14e, 59e)
- Canada : 2 essais de van der Merwe (31e) et Carpenter (34e) ; 1 transformation de Hirayama (32e) ; 2 pénalités de Hirayama (42e, 56e)

Évolution du score : 7-0, 10-0, 17-0, 17-7, 17-12, 24-12, 24-15, 24-18, 27-18, 34-18, 41-18
Arbitre :  JP Doyle
Touche :  Wayne Barnes et  Angus Gardner

Vidéo :  Graham Hughes
Résumé
| France · Titulaires · 15 Scott Spedding 59e · 14 Rémy Grosso 74e · 13 Mathieu Bastareaud 70e · 12 Wesley Fofana 4e · 11 Brice Dulin · 10 Frédéric Michalak 68e · 9 Sébastien Tillous-Borde · 8 Damien Chouly 73e · 7 Bernard Le Roux 68e · 6 Thierry Dusautoir (cap.) · 5 Yoann Maestri · 4 Pascal Papé 67e · 3 Rabah Slimani 38e 62e · 2 Guilhem Guirado 28e 59e · 1 Eddy Ben Arous 59e · Remplaçants · 16 Benjamin Kayser 59e · 17 Vincent Debaty 59e · 18 Nicolas Mas 62e · 19 Yannick Nyanga 68e · 20 Fulgence Ouedraogo 73e · 21 Morgan Parra 59e · 22 Rémi Talès 68e · 23 Alexandre Dumoulin 70e · Entraîneur · Philippe Saint-André |  | Canada · Titulaires · 37e Matt Evans 15 · 68e Phil Mackenzie 14 · Ciaran Hearn 13 · Nick Blevins 12 · 31eDTH van der Merwe 11 · Nathan Hirayama 10 · 66e Phil Mack 9 · 18e (cap.) Tyler Ardron 8 · 48e Richard Thorpe 7 · Kyle Gilmour 6 · Jamie Cudmore 5 · Brett Beukeboom 4 · 68e Doug Wooldridge 3 · 61e 34e Aaron Carpenter 2 · 48e Hubert Buydens 1 · Remplaçants · 48e Ray Barkwill 16 · 48e Djustice Sears-Duru 17 · 68e Andrew Tiedemann 18 · 61e Evan Olmstead 19 · 72e à 80e 18e Nanyak Dala 20 · 66e Gordon McRorie 21 · 37e 63e 68e Harry Jones 22 · 63e Conor Trainor 23 · Entraîneur · Kieran Crowley |

### Irlande - Italie
(mt : 10 - 6)
Homme du match :  Iain Henderson
Points marqués :
- Irlande : 1 essai de Earls (19e) ; 1 transformation de Sexton (20e) ; 3 pénalités de Sexton (9e, 58e, 62e)
- Italie : 3 pénalités de Tommaso Allan (15e, 24e, 52e)

Évolution du score : 3-0, 3-3, 10-3, 10-6, 10-9, 13-9, 16-9
Arbitre :  Jérôme Garcès
Touche :  Pascal Gaüzère et  Angus Gardner

Vidéo :  Graham Hughes
Résumé
| Irlande · Titulaires · 15 Simon Zebo · 14 Tommy Bowe · 13 Keith Earls 19e 76e · 12 Robbie Henshaw · 11 David Kearney · 10 Jonathan Sexton · 9 Conor Murray · 8 Jamie Heaslip · 7 Sean O'Brien 67e · 6 Peter O'Mahony 72e à 80e · 5 Paul O'Connell (cap.) · 4 Iain Henderson 67e · 3 Mike Ross 59e · 2 Rory Best 70e · 1 Jack McGrath 59e · Remplaçants · 16 Sean Cronin 70e · 17 Cian Healy 59e · 18 Nathan White 59e · 19 Devin Toner 67e · 20 Chris Henry 67e · 21 Eoin Reddan · 22 Ian Madigan · 23 Luke Fitzgerald 76e · Entraîneur · Joe Schmidt |  | Italie · Titulaires · Luke McLean 15 · Leonardo Sarto 14 · Michele Campagnaro 13 · 4e Gonzalo García 12 · Giovanbattista Venditti 11 · 65e Tommaso Allan 10 · 76e Edoardo Gori 9 · 65e (cap.) Sergio Parisse 8 · 67e Simone Favaro 7 · Francesco Minto 6 · Joshua Furno 5 · Quintin Geldenhuys 4 · 62e Lorenzo Cittadini 3 · 40e Andrea Manici 2 · 62e 72e Matías Agüero 1 · Remplaçants · 40e Davide Giazzon 16 · 62e 72e Michele Rizzo 17 · 62e Dario Chistolini 18 · 65e Alessandro Zanni 19 · 67e Mauro Bergamasco 20 · 76e Guglielmo Palazzani 21 · 65e Carlo Canna 22 · 4e Tommaso Benvenuti 23 · Entraîneur · Jacques Brunel |

### Canada - Roumanie
(mt : 8 - 0)
Homme du match :  Jeff Hassler
Points marqués :
- Canada : 2 essais de van der Merwe (33e) et Hassler (44e ; 1 transformation de Hirayama (45e) ; 1 pénalités de McRorie (11e)
- Roumanie : 2 essais de Macovei (53e, 74e) ; 2 transformations de Vlaicu (54e, 75e) ; 1 pénalité de Vlaicu (78e)

Évolution du score : 3-0, 8-0, 15-0, 15-7, 15-14, 15-17
Arbitre :  Wayne Barnes
Touche :  Glen Jackson et  Marius Mitrea

Vidéo :  Ben Skeen
Résumé
| Canada · Titulaires · 15 Harry Jones 75e · 14 Jeff Hassler 44e · 13 Ciaran Hearn · 12 Nick Blevins 50e · 11 DTH van der Merwe 33e · 10 Nathan Hirayama · 9 Gordon McRorie 50e · 8 Aaron Carpenter · 7 John Moonlight 63e · 6 Jebb Sinclair 72e à 80e · 5 Jamie Cudmore (cap.) · 4 Brett Beukeboom · 3 Doug Wooldridge 68e · 2 Ray Barkwill · 1 Hubert Buydens 46e 54e 62e · Remplaçants · 16 Benoît Piffero · 17 Djustice Sears-Duru 46e 54e 62e · 18 Jake Ilnicki 68e · 19 Kyle Gilmour · 20 Nanyak Dala 63e · 21 Phil Mack 50e · 22 Conor Trainor 50e · 23 James Pritchard 75e · Entraîneur · Kieran Crowley |  | Roumanie · Titulaires · 20e à 30e Cătălin Fercu 15 · Mădălin Lemnaru 14 · Paula Kinikinilau 13 · Florin Vlaicu 12 · Ionuț Botezatu 11 · 52e Michael Wiringi 10 · 23e Florin Surugiu 9 · (cap.) 53e 74e Mihai Macovei 8 · 77e Viorel Lucaci 7 · Valentin Ursache 6 · Johannes van Heerden 5 · Valentin Poparlan 4 · 46e Paulică Ion 3 · 66e Otar Turashvili 2 · 75e Mihai Lazăr 1 · Remplaçants · 66e Andrei Rădoi 16 · 46e Andrei Ursache 17 · 75e Alexandru Țăruș 18 · 77e Daniel Carpo 19 · Stelian Burcea 20 · 23e Valentin Calafeteanu 21 · Adrian Apostol 22 · 52e Minya Csaba Gal 23 · Entraîneur · Lynn Howells |

### Italie - Roumanie
(mt : 22 - 3)
Homme du match :  Edoardo Gori
Points marqués :
- Italie : 4 essais de Sarto (10e), Gori (24e), Allan (39e) et Zanni (46e) ; 3 transformations de Allan (25e, 40e, 48e) ; 2 pénalités de Allan (16e, 70e)
- Roumanie : 3 essais de Apostol (66e, 79e) et Poparlan (75e) ; 2 transformations de Vlaicu (67e, 76e) ; 1 pénalité de Vlaicu (5e)

Évolution du score : 0-3, 5-3, 8-3, 15-3, 22-3, 29-3, 29-10, 32-10, 32-17, 32-22
Arbitre :  Romain Poite
Touche :  George Clancy et  Mathieu Raynal

Vidéo :  Ben Skeen
Résumé
| Italie · Titulaires · 15 Luke McLean 64e · 14 Leonardo Sarto 10e · 13 Michele Campagnaro 35e · 12 Tommaso Benvenuti · 11 Giovanbattista Venditti · 10 Tommaso Allan 39e · 9 Edoardo Gori 24e 68e · 8 Alessandro Zanni 46e · 7 Simone Favaro 64e · 6 Francesco Minto · 5 Joshua Furno 75e · 4 Quintin Geldenhuys (cap.) · 3 Lorenzo Cittadini 56e · 2 Andrea Manici 56e · 1 Matías Agüero 56e · Remplaçants · 16 Davide Giazzon 56e · 17 Alberto De Marchi 56e · 18 Dario Chistolini 56e · 19 Valerio Bernabò 75e · 20 Samuela Vunisa 64e · 21 Guglielmo Palazzani 64e · 22 Carlo Canna 68e · 23 Enrico Bacchin 35e · Entraîneur · Jacques Brunel |  | Roumanie · Titulaires · Cătălin Fercu 15 · Mădălin Lemnaru 14 · Paula Kinikinilau 13 · Florin_Vlaicu 12 · 64e Ionuț Botezatu 11 · 40e Michael Wiringi 10 · 60e Valentin Calafeteanu 9 · Daniel Carpo 8 · 56e Viorel Lucaci 7 · 48e 56e (cap.) Valentin Ursache 6 · 16e à 26e 55e Johannes van Heerden 5 · 75e Valentin Poparlan 4 · 40e Paulică Ion 3 · 58e Ion Paulică 2 · 66e Mihai Lazăr 1 · Remplaçants · 58e Andrei Rădoi 16 · 40e Andrei Ursache 17 · 66e Horațiu Pungea 18 · 55e Marius Antonescu 19 · 48e Stelian Burcea 20 · 60e Tudorel Bratu 21 · 64e 66e 79e Adrian Apostol 22 · 40e Minya Csaba Gal 23 · Entraîneur · Lynn Howells |

### France - Irlande
(mt : 6 - 9)
Homme du match :  Sean O'Brien
Points marqués :
- France : 3 pénalités de Spedding (16e, 23e) et Parra (64e)
- Irlande : 2 essais de Rob Kearney (50e) et Murray (72e) ; 1 transformation de Ian Madigan (73e) ; 4 pénalités de Sexton (13e, 19e) et Madigan (29e, 77e)

Évolution du score : 0-3, 3-3, 3-6, 6-6, 6-9, 6-14, 9-14, 9-21, 9-24
Arbitre :  Nigel Owens
Touche :  Wayne Barnes et  Leighton Hodges

Vidéo :  Graham Hughes
Résumé
| France · Titulaires · 15 Scott Spedding · 14 Noa Nakaitaci · 13 Mathieu Bastareaud 62e · 12 Wesley Fofana · 11 Brice Dulin · 10 Frédéric Michalak 55e · 9 Sébastien Tillous-Borde 55e · 8 Louis Picamoles · 7 Damien Chouly 55e · 6 Thierry Dusautoir (cap.) · 5 Yoann Maestri · 4 Pascal Papé 73e · 3 Rabah Slimani 64e · 2 Guilhem Guirado 59e · 1 Eddy Ben Arous 43e 48e 65e · Remplaçants · 16 Benjamin Kayser 59e · 17 Vincent Debaty 43e 48e 65e · 18 Nicolas Mas 64e · 19 Alexandre Flanquart 73e · 20 Bernard Le Roux 55e · 21 Morgan Parra 55e · 22 Rémi Talès 55e · 23 Alexandre Dumoulin 62e · Entraîneur · Philippe Saint-André |  | Irlande · Titulaires · 50e Rob Kearney 15 · Tommy Bowe 14 · 62e Keith Earls 13 · Robbie Henshaw 12 · David Kearney 11 · 26e Jonathan Sexton 10 · 72e 77e Conor Murray 9 · Jamie Heaslip 8 · Sean O'Brien 7 · 55e Peter O'Mahony 6 · 40e (cap.) Paul O'Connell 5 · Devin Toner 4 · 65e Mike Ross 3 · 73e Rory Best 2 · 57e Cian Healy 1 · Remplaçants · 73e Richardt Strauss 16 · 57e Jack McGrath 17 · 65e Nathan White 18 · 40e Iain Henderson 19 · 55e Chris Henry 20 · 77e Eoin Reddan 21 · 26e Ian Madigan 22 · 62e Luke Fitzgerald 23 · Entraîneur · Joe Schmidt |